# Marie Stuart (1605-1607)
Pour les articles homonymes, voir Marie d'Angleterre et Marie Stuart (homonymie).
Marie Stuart (née le 8 avril 1605 à Greenwich et morte le 16 septembre 1607) est la troisième fille et la septième enfant des huit du roi Jacques Ier d'Angleterre et de la reine Anne de Danemark.  Elle est morte âgée de 2 ans de causes inconnues. Elle fut enterrée dans l'abbaye de Westminster. Sa tombe est un petit monument conçu par Maximilian Colt.